# جيم هيكس (لاعب كرة قاعدة)
جيم هيكس (بالإنجليزية: Jim Hicks)‏ هو لاعب كرة قاعدة أمريكي، ولد في 18 مايو 1940 في إيست شيكاغو في الولايات المتحدة.

## وصلات خارجية
- جيم هيكس على موقع دوري كرة القاعدة الرئيسي (الإنجليزية)
- جيم هيكس على موقع الدوري الياباني لكرة القاعدة (الإنجليزية)
- جيم هيكس على موقعبيزبول رفرنس.كوم (الدوري الرئيسي) (الإنجليزية)
- جيم هيكس على موقعبيزبول رفرنس.كوم (الدوري الثانوي) (الإنجليزية)
- جيم هيكس على موقع مشجعي الرسوم البيانية (الإنجليزية)